# Ali LeRoi
Ali LeRoi (n. 1962) este un comedian, scenarist, și producător american.
1. ↑  CONOR.SI[*] Verificați valoarea |titlelink= (ajutor)